# Illuminismo (letteratura)
L'illuminismo fu un movimento culturale diffusosi nell'Europa del '700 che faceva appello ai "lumi" della ragione dell'uomo e della scienza come strumenti di lotta contro l'ignoranza e la superstizione dei secoli precedenti.
Raggiunse i suoi massimi in Francia con Montesquieu, Voltaire  e gli enciclopedisti intorno alla metà del secolo XVIII. (Una posizione un po' particolare fu quella di Rousseau.)

## Il Settecento e l'illuminismo
Il Settecento può essere denominato il secolo della ragione se si guardano soprattutto gli aspetti politici e sociali, o dell'Illuminismo, se si considerano soprattutto gli aspetti culturali.

## La fede
Due caratteristiche fondamentali sono la fede nella ragione umana e nella natura. Massimo rilievo ebbe quindi la "razionalità" che portava ad applicare nel campo della conoscenza il metodo induttivo sperimentale o scientifico, senza più fare affidamento su altro che non fosse la propria ragione. Il che consentiva di individuare leggi generali che ponessero l'uomo in grado di giungere alla ricostruzione di una nuova era in cui potesse sentirsi, come all'origine, libero ed innocente, perché sostenuto dalla propria ragione e liberato dai dogmi della fede.
Pertanto nel parlare della cultura e della letteratura nell'età dell'illuminismo, si indica non tanto una precisa corrente filosofica quanto una precisa e comune atmosfera culturale, alla quale sono riconducibili, per i loro tratti essenziali, tutti i fenomeni di letteratura e di cultura che si ebbero in quel periodo.
Gli illuministi rifiutarono una religione fondata solo sulla fede, sulla rivelazione, sui dogmi imposti dall'autorità ecclesiastica, sui misteri. La religiosità per essi deve scaturire dal convincimento razionale; l'idea della divinità si manifesta naturalmente alla ragione dell'uomo, non alla sua fede. Il Dio sarà quindi inteso semplicemente come l'Essere Supremo regolatore del mondo: è la posizione che viene definita Deismo.
Un illuminista letterario fu Cesare Beccaria che scrisse il trattato Dei delitti e delle pene.

## Teatro
Nell'ambito teatrale, l'autore più importante è sicuramente il veneziano Carlo Goldoni che, in opere teatrali quali La villeggiatura o La locandiera, descrive con il tipico occhio illuminista la società della seconda metà del Settecento.

## Enciclopedia o Dizionario ragionato delle Scienze, delle Arti e dei Mestieri
Scritta con lo scopo di diffondere le arti e la conoscenza fra gli uomini secondo i principi dell'Illuminismo, è tra i primi esempi di enciclopedia moderna al mondo. Redatta da Diderot e D'Alember a partire dal 1745 con l'aiuto dei maggiori scienziati dell'epoca.